# Lo sa il tonno
Lo sa il tonno. Favola mondana e filosofica è un romanzo dell'autore italiano Riccardo Bacchelli del 1923.

## Genesi dell'opera
Secondo quanto dichiarato dall'autore, lo spunto per il romanzo – composto in pochi giorni nel 1923, dopo la fine dell'esperienza della rivista La Ronda – fu dato da un articolo di Luigi Luzzatti sul Corriere della Sera, che si concludeva con le parole "E lo sa il tonno, quando càpita nelle reti dei pescatori siciliani!"

## Trama
Il narratore, un uomo in grado d'intendere i linguaggi degli animali, passando davanti a un banco di pescivendolo si ferma ad ascoltare il racconto di un tonno conservato nel ghiaccio fondente.
Nato nel mar di Sardegna, il tonno con gli altri pesci andò a scuola da una balena, poi, giunto alla maturità sessuale, ricevette gli ultimi consigli dal padre prima di partire in cerca di una compagna.
(Explicit del Capo I: L'Infanzia e le scuole del tonno, in Bacchelli (1980))
Durante il viaggio incontrò prima le aragoste, creature dedite agli studi, poi i granchi, presso i quali si fermò per un certo periodo. I granchi avevano delle vecchie ruggini con le aragoste, e il loro nuovo capo Rigirone avrebbe voluto sfruttare il tonno per creare un casus belli con loro. Il tonno però non abboccò; Rigirone dichiarò ugualmente guerra e fu salvato dalla disfatta totale solo dal tonno, che all'ultimo momento spazzò via le aragoste in procinto di vincere la battaglia. Il pesce quindi ripartì e raggiunse il luogo del raduno per gli accoppiamenti. I suoi coetanei gli fecero dei discorsi astrusi, a causa dei quali preferì la compagnia di tonni più attempati, amici di suo padre. Incontrò una femmina che gli piacque e formò con lei una coppia; l'arrivo di un pescecane contribuì a disperdere i tonni, che partirono per il viaggio di nozze. Il protagonista e la sua compagna entrarono nel mar Tirreno, dirigendosi prima verso il golfo della Spezia, poi verso lo stretto di Messina. Nel viaggio si aggiunse un pescespada, che si offrì di scortare il branco, che al largo della Sicilia s'infilò in una rete. Il pescespada riuscì a salvare, stordendolo, solo il tonno protagonista. Proseguirono il viaggio in tre, essendosi aggiunto un remora. Circumnavigando la Sicilia essi incontrarono il personaggio mitologico Alfeo, trasformato in corrente marina d'acqua dolce, persero il loro denaro in una bisca e s'imbatterono in una medusa meretrice, dalla quale il tonno, reduce da un'esperienza negativa con un'ostrica, si tenne alla larga.
Usciti dal Mediterraneo, incontrarono un pescemartello asiatico, con il quale lo spada ebbe un battibecco; a salvare la situazione fu il remora, che trascinò pescespada e tonno in una corrente marina che li allontanò dal pescemartello. Giunsero quindi ad Atlantide, dove tra le rovine della città sommersa si erano stabiliti animali studiosi rimasti prigionieri delle loro elucubrazioni. Da lì raggiunsero un atollo in costruzione, dove osservarono il lavoro degli industriosi pescisega e ascoltarono le velleità religiose di un salmone nordamericano, che voleva riunificare le chiese cristiane.
Rientrati nel Mediterraneo, all'altezza delle Baleari s'imbatterono in un'ombrina, che civettò sia col tonno sia col pescespada, cosa che incrinò l'amicizia tra i due pesci.
Il tonno giunse in prossimità del mare natio e rivide Rigirone, rimasto con pochissimi sudditi, e la balena che era stata la sua maestra. Non riuscì però a ritrovare la strada di casa per rivedere suo padre, e per questo si rivolse alla Sibilla, che dopo essere stata scacciata dal suo antro presso Cuma si era stabilita in una grotta marina della Sardegna, assistita da un rombo e da una sogliola. Il suo responso, ulteriormente ingarbugliato dal rombo, fu però incomprensibile; il tonno fu poi pescato e finì a raccontare la sua storia al mercato, mentre il remora nel momento fatale se ne staccò per attaccarsi allo spada.

## Seguito
A partire dalla seconda edizione del 1928 fu pubblicato in appendice un racconto intitolato Avventure del pescespada e del rèmora, che proseguì la storia di questi due personaggi.
Trama
Dopo la separazione dal tonno, il pescespada e il remora rischiano di essere pescati dal panfilo del principe di Monaco, ma vi sfuggono; giungono quindi in una città di pesci e si fanno assumere in un educandato femminile, dove restano coinvolti in una spirale di vizio; a un certo punto però lo spada ha un sussulto d'orgoglio e uccide le orade partecipanti a un'orgia; deve allora fuggire e per vivere si mette a capo di un gruppo di pirati, mentre il remora resta al servizio della triglia direttrice, finché, attaccato a una tartaruga, non va ad avvertire il suo vecchio amico che i potentati del mare si stanno unendo per estirpare la pirateria. Si reca anche nei mari artici a chiedere consiglio a un selachio che suggerisce un'alleanza coi diavoli di mare. Questi vengono chiamati a frotte nel Mediterraneo in soccorso dei pirati capeggiati dal pescespada, ma dopo la vittoria iniziano a farla da padroni. Per liberarsene, il pescespada si allea coi suoi vecchi nemici e li sbaraglia, ma ancora prima di aver conseguito una vittoria completa scoppia una guerra di religione tra gli adoratori del pesce di San Pietro e quelli del pesce di Tobia. Il remora prende il posto della sogliola, dopo che questa è morta, al servizio della Sibilla e lì viene raggiunto dal pescespada che, stanco e avvilito, esala l'ultimo respiro.

## Critica
Il libro fu giudicato positivamente da Emilio Cecchi, che lo considerò un buon amalgama tra un soggetto fantastico e uno di critica sociale e ne lodò lo spessore dei personaggi.
Gilberto Finzi, nella prefazione all'edizione negli Oscar Mondadori, evidenzia la ricchezza del linguaggio usato dall'autore e il fatto che la dimensione fantastica della narrazione non sarebbe più stata presente, se non in forma limitata, nelle opere letterarie della maturità di Bacchelli, che avrebbe quindi fatto un percorso inverso a quello di altri autori che erano passati da un registro realistico ad audaci sperimentazioni.

## Edizioni
- Riccardo Bacchelli, Lo sa il tonno, Milano, Bottega di Poesia, 1923.
- Riccardo Bacchelli, Lo sa il tonno, colla aggiunta delle Avventure del pescespada e del rèmora, Milano, Ceschina, 1928.
- Riccardo Bacchelli, Lo sa il tonno, Milano, Rizzoli, 1953.
- Riccardo Bacchelli, Lo sa il tonno, collana Tutte le Opere, vol. I, Milano, Mondadori, 1961.
- Riccardo Bacchelli, Lo sa il tonno. Favola mondana e filosofica, collana Oscar narrativa, prefazione di Gilberto Finzi, n. 1186, Milano, Mondadori, 1980.
- Riccardo Bacchelli, Lo sa il tonno. Favola mondana e filosofica, collana Novecento italiano, con uno scritto di Maurizio Cucchi, n. 8, Milano, Isbn, 2010, ISBN 978-88-7638-145-4.